# Gruczoły solne
Gruczoły solne, gruczoły nosowe – gruczoły położone nad oczami niektórych ptaków, zwłaszcza morskich. Pełnią funkcję osmoregulacyjną. Wydzielają do jamy nosowej solankę, która jest następnie wydalana przez nozdrza, co pozwala na usuwanie nadmiaru soli z organizmu.